# Ejima Kiseki
Ejima Kiseki (江島 其磧), né en 1666 ou 1667 à Kyōto et mort le 20 juillet 1735 ou 1736,, est un écrivain japonais de l'époque d'Edo. Son véritable nom est Murase Gonnojō (村瀬 権之丞).

## Biographie
Après la mort de son père en 1694, il prend le surnom Shōzaemon (庄左衛門) qu'ont déjà porté son père et son grand-père.
Ejima grandit comme fils d'un marchand de Kyoto et reprend l'entreprise familiale après la mort de celui-ci en 1694. Il commence sa carrière comme librettiste pour le marionnettiste Matsumoto Judayū. C'est là qu'Andō Jishō le remarque et le prend sous contrat pour sa maison d'édition Hachimonjiya. Il publie dès lors chez le populaire éditeur de Kyoto, à commencer par Yakusha kuchijamisen (1699), série de portraits d'acteurs (yakusha hyōbanki) avec des illustrations de Nishikawa Sukenobu, qui rencontre un extraordinaire succès.
Après que ces textes paraissent non signés ou signés du nom d'Andō, Ejima fonde sa propre maison d'édition en 1710, Ejimaya Ichirōzaemon et se sépare d'Andō en 1712. Il publie alors des œuvres telles que Akindo gunbai uchiwa (商人軍配団, « Les tactiques du marchand » 1712) et Yakei tabi tsuzura (野傾旅葛籠; « Le panier de courtisane de voyage », 1712). À partir de 1718 il travaille de nouveau avec Andō et en 1723 dissout sa propre maison d'édition.
Avec la parution de Seken musuko katagi (世間子息気質, « Images de jeunes hommes de notre temps ») en 1715, Ejima crée le genre katagi-mono où il s'agit de réunir des images satiriques de personnages excessifs, chacune regroupée autour d'un thème. Cette publication à succès est suivie d'une suite de portraits comme Seken musume katagi (世間娘気質, « Images de jeunes femmes de notre temps », 1717), Ukiyo oyaji katagi (浮世親仁形気; « Types de grand-père d'antan », 1720) et Seken tedai katagi (世間手代気質; « Images de commis de magasin de notre temps », 1730). Le genre est plus tard repris entre autres par Tada Nanrei, Ueda Akinari et Nagai Dōkiyū.
Selon de nombreux savants modernes de la littérature japonaise, peu dont Kiseki a écrit a été le résultat de ses propres pensées originales; il a, au contraire, lourdement emprunté à un auteur dont la réputation beaucoup excède la sienne en temps modernes: Ihara Saikaku, à qui Kiseki arrive à plagiariser à divers moments de son travail,.